# Thaumetopoeidae
Thaumetopoeidae es una pequeña familia de polillas en el orden de los lepidópteros. Los géneros de esta familia se han tratado históricamente como una subfamilia dentro de Notodontidae (Thaumetopoeinae), aunque actualmente se ha elevado al rango de familia.
La etimología del nombre de familia deriva de las dos palabras griegas antiguas θαυματόεις (thaumatóeis), maravilloso, y ποιέω (poiéō), hacer, y literalmente significa mostrar cosas hermosas. Esto explica por qué el nombre a veces se deletrea Thaumatopoeidae, incorrectamente desde el punto de vista taxonómico, pero de acuerdo con la etimología.
La etapa larval de algunos Thaumetopoeidae se conoce como orugas procesionarias, llamadas así porque se mueven en columnas en busca de alimento, asemejándose a una procesión. Algunas de las especies, como las procesionarias de pino y del roble, pueden constituir un peligro para la salud humana porque causan irritación y asma.

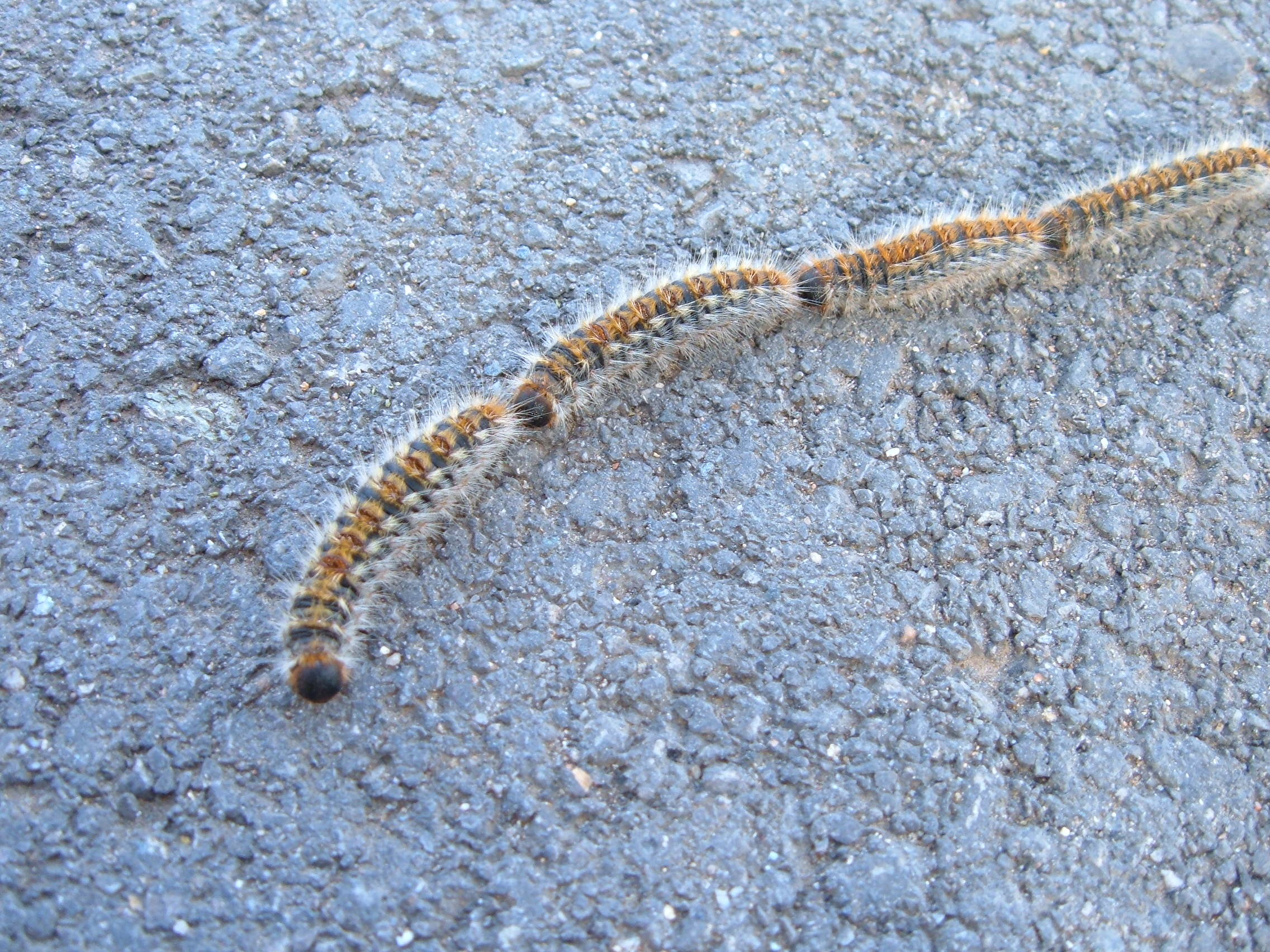
Orugas de la procesionaria del pino (Thaumetopoea pityocampa)

## Géneros
Este familia contiene los siguientes géneros:
- Aglaosoma
- Axiocleta
- Cynosarga
- Epicoma
- Mesodrepta
- Ochrogaster
- Tanystola
- Thaumetopoea
- Trichiocercus